# Velký Borek (przystanek kolejowy)
Velký Borek – przystanek kolejowy w miejscowości Velký Borek, w kraju środkowoczeskim, w Czechach. Znajduje się na wysokości 185 m n.p.m..
Jest zarządzany przez Správę železnic. Na przystanku nie ma możliwości zakupu biletów, a obsługa podróżnych odbywa się w pociągu. 

## Linie kolejowe
- 076 Mladá Boleslav – Mělník